# Asgardianos (cómic)
Los Asgardianos o Dioses de Asgard son una raza humanoide ficticia de dioses que aparecen en los cómics estadounidenses publicados por Marvel Comics. Algunos están tomados de la mitología, mientras que otros son creaciones originales.

## Historia ficticia
Ellos fueron adorados hace aproximadamente un milenio por los escandinavos de Escandinavia y varias tribus germánicas, pero ya no tienen, ni buscan tener, adoradores en la Tierra.
Los dioses viven en una dimensión llamada Asgard, que también alberga otras cinco razas (gigantes, enanos, elfos, trolls y demonios).

## Miembros conocidos
Los Æsir conocidos incluyen a Amora la Encantadora, Balder, Bor, Búri, Brunnhilda, Fandral, Frigga, Heimdall, Hermod, Hildegarde, Hoder, Kelda, Lorelei, Magni, Mimir, Odín, Sif, Skurge el Ejecutor, Thor, Tyr, Vidar, Vili, Ve,Volla, y Volstagg. Los Vanir conocidos incluyen a Frey, Freya, Idunn, Njord, y Sigyn.

## Poderes y habilidades
A pesar de su apariencia mayoritariamente humana, todos los asgardianos poseen atributos físicos que operan a niveles sobrehumanos. Todos los asgardianos poseen cierto grado de fuerza sobrehumana, y los hombres suelen ser más fuertes que las mujeres.
Los asgardianos son extremadamente longevos y envejecen a un ritmo extremadamente lento en comparación con los seres humanos, a diferencia de los Olímpicos que dejan de envejecer una vez que alcanzan la edad adulta. Los cuerpos de los asgardianos poseen cierto grado de durabilidad sobrehumana. Si un asgardiano resulta herido, podrá recuperarse mucho más rápido que los humanos. Sin embargo, a veces requieren ayudas mágicas para curarse de lesiones graves, como la falta de extremidades, órganos y pérdida severa de sangre. A menudo, incluso con la ayuda de la magia, la regeneración de miembros u órganos está más allá de su capacidad. Solo los asgardianos más dotados física o místicamente tienen el potencial de curarse de lesiones tan graves.
El tejido muscular, óseo y cutáneo de un asgardiano es considerablemente más denso que el de un ser humano. Esto contribuye a que los asgardianos tengan una fuerza y un peso superiores. Debido a su metabolismo superior, los asgardianos también poseen niveles sobrehumanos de resistencia en todas las actividades físicas.
Todos los asgardianos nacen con el potencial de ejercer y controlar energías místicas para una variedad de propósitos, aunque se ha observado que solo unos pocos han desarrollado esta habilidad en un grado notable.
Los asgardianos no son verdaderos inmortales. Envejecen, aunque lentamente, pero son inmunes a todas las enfermedades terrestres conocidas. Cada asgardiano necesita, y se le asigna, una manzana dorada cultivada por Yggdrasil y atendida por Idunn. Comer su propia manzana es esencial para que un asgardiano mantenga su vitalidad física.
Si un asgardiano muere, su lugar en una especie de vida después de la muerte está determinado por las circunstancias de su muerte. Si un asgardiano ha muerto en la batalla, Valquiria llevará su alma a Valhalla, el palacio de Odín, donde pasarán la eternidad festejando y luchando. Las almas de los asgardianos que no han muerto en la batalla son llevadas al reino de Hela, la diosa asgardiana de la muerte.
Ha habido alguna contradicción con respecto al origen de los asgardianos. El canon principal de Marvel establece que los asgardianos son descendientes de los Dioses Mayores, al igual que todos los demás panteones de la Tierra.

## Recepción
- En 2022, CBR.com clasificó a los asgardianos en el segundo lugar en su lista de "Los 10 mejores aliados de Marvel Comics de Los Vengadores".[3]

## Otras versiones
Algunos cómics ambientados en universos alternativos han afirmado que no son dioses. Más bien, son extraterrestres cuya ciencia y habilidades son tan avanzadas más allá de la ciencia y las habilidades de los humanos que los asgardianos parecen ser mágicos, como en "Tierra X", donde los asgardianos resultaron ser la evolución final de la manipulación por parte de los Celestiales.

## Otros medios
Los asgardianos han aparecido en películas ambientadas en Marvel Cinematic Universe, con Thor apareciendo en varias películas de la serie. Tom Hiddleston interpreta a Loki en las películas de Thor, The Avengers, Thor: The Dark World y la próxima Thor: Ragnarok y las dos partes de Avengers: Infinity War.
La película Thor de 2011 y la película Thor: The Dark World de 2013 presentaron a muchos asgardianos sin nombre. Esas películas y otras películas de la serie han presentado a Odín, Sif, Frigga, Heimdall, Volstagg, Fandral, y Hogun.